# Porfirion Osiełek
Porfirion Osiełek, czyli Klub Świętokradców – powieść Konstantego Ildefonsa Gałczyńskiego wydana w 1929 r. w Warszawie przez „Księgarnię F. Hoesick”.
Utwór ma charakter groteskowej opowieści ukazującej przygody bohatera o imieniu Porfirion, właściciela fabryki sztucznych nosów. Proza charakteryzuje się surrealistycznym żartem, humorem sytuacyjnym, obecnością dowcipnych dialogów. W drugiej połowie lat 40. XX wieku Osiołek Porfirion stał się jedną z głównych postaci Teatrzyku Zielona Gęś, publikowanego przez Gałczyńskiego w „Przekroju”.